# Paul Merson
Paul Merson (ur. 20 marca 1968 w Londynie) – angielski piłkarz występujący na pozycji pomocnika. Przez większą część kariery związany z Arsenalem Londyn.

## Kariera
Urodzony w Londynie swoje pierwsze kroki stawiał w Arsenalu. Dołączył do Kanonierów w 1984 roku. Zadebiutował tam 22 listopada 1986 przeciwko Manchesterowi City. Rok 1987 spędził na wypożyczeniu w Brentford FC. W sezonie 1988/1989 występował regularnie na prawej stronie pomocy. Merson strzelił w tym sezonie 10 bramek, zadebiutował w reprezentacji Anglii U21, i został wybrany najlepszym Młodym Piłkarzem Roku.
Arsenal zdobył jeszcze z Paulem Mistrzostwo Ligi 1991, FA Cup i Puchar Anglii w 1993 oraz Puchar Zdobywców Pucharów 1994. Zadebiutował także w Reprezentacji Anglii w towarzyskim spotkaniu z Niemcami rozegranym 11 września 1991.
Kariera gracza zawisła na włosku, kiedy przyznał się do picia alkoholu i zażywania kokainy. Władze federacji uznały, że piłkarz przejdzie 3 miesięczny program resocjalizacji i powróci do gry w lutym 1995. Po karze, gdy trenerem drużyny był Stewart Houston, Paul Merson pomógł The Gunners awansować do finału Puchar Zdobywców Pucharów, jednak w finale tych rozgrywek polegli z Realem Saragossa, gdy Nayim strzelił gola w ostatniej minucie drugiej połowy dogrywki.
W 1997 roku Merson przeszedł do Middlesbrough za 5 milionów funtów. Był bardzo ważnym graczem dla Boro w awansie do Premiership. Merson został powołany na Mistrzostwa Świata w Piłce Nożnej 1998. Zagrał w pamiętnym spotkaniu przeciwko Argentynie, które zakończyło się wygraną Albicelestes w rzutach karnych.
Latem 1998 roku oskarżył Middlesbrough o bycie klubem dla hazardzistów i ludzi, którzy wpadli w nałóg alkoholowy. Po pewnym czasie obalił to twierdzenie, ale został znienawidzony zarówno przez fanów, jak i przez działaczy The Boro. Jesienią 1998 przeszedł do Aston Villi za £6.75 miliona. Szybko został polubiony przez fanów tego zespołu za jego niezwykle ekstrawagancką grę. Był w klubie niemalże przez 5 lat, pomagając dojść do finału FA Cup w 2000 roku, zanim trafił na wolny transfer pod koniec sezonu 2001/2002. Podpisał kontrakt z Portsmouth FC i pomógł dostać się im do Premier League.
Merson czuł się już za stary na powrót do Premier League i chciał wrócić do swojego domu w Londynie. Z jego usług skorzystało Walsall F.C. w lecie 2003. Nie skończyły się jednak jego problemy. W lutym 2004, poprosił o pomoc klinikę Sierra Tucson w Arizonie w sprawie jego uzależnienia od hazardu i opuścił kilka kluczowych gier. Gdy Jego drużyna bardzo słabo radziła sobie w lidze dostał on propozycje trenowania tego zespołu. Sprawił, że waleczna drużyna walczyła o utrzymanie, niestety po przegranej z Crystal Palace i wygranej 3-2 z Rotherham United musieli opierać się na wygranej Stoke City. Mimo degradacji Paul zachował posadę.
2004/2005 był trudnym sezonem dla Mersona. Walsall odpadł we wszystkich pucharach przeciwko słabszym drużynom, poinformowano także, że rozwodzi się ze swoją żoną. Zaczął znowu pić, powrócił do hazardu. Mark Bosnich zaproponował mu jednak pomoc, by postawić go na nogi. Uszczęśliwiony Merson zgodził się na to. Walsall kupiło w oknie transferowym Juliana Joachima, Andy Oakes, Anthony Gerrarda (kuzyn Stevena Gerrarda), Craig Peada i Davida Perpetuini. Zespół Mersona utrzymał się w League One.
W następnym sezonie 2005/2006 jego zespół zajął 19 pozycję i został zdegradowany, a sam grający trener zwolniony. Mimo wielu ofert z lepszych klubów postanowił grać w amatorskim Tamworth. Grał tam sezon i 9 marca 2006 zakończył swoją bogatą sportową karierę.
Merson od tej pory występował jako komentator sportowy, a także pisał do magazynu poświęconego Arsenalowi.

## Reprezentacja
W reprezentacji Anglii rozegrał 21 spotkań i strzelił 3 bramki. Został powołany na Mistrzostwa Świata w Piłce Nożnej 1998.

## Statystyki
| Sezon     | Klub               | Kraj   | Flaga  | Rozgrywki      | Mecze | Bramki |
| --------- | ------------------ | ------ | ------ | -------------- | ----- | ------ |
| 1985–1997 | Arsenal F.C.       | Anglia | Anglia | Premier League | 327   | 78     |
| 1997–1998 | Middlesbrough F.C. | Anglia | Anglia | Premier League | 48    | 12     |
| 1998–2002 | Aston Villa        | Anglia | Anglia | Premier League | 117   | 18     |
| 2002–2003 | Portsmouth F.C.    | Anglia | Anglia | Championship   | 45    | 12     |
| 2003–2006 | Walsall F.C.       | Anglia | Anglia | League One     | 77    | 6      |
| 2006–2007 | Tamworth           | Anglia | Anglia | Conference     | 1     | 0      |